# ハインリヒ・オスター
ハインリヒ・オスター（Heinrich Oster、1878年5月9日 - 1954年10月29日）は、ドイツの化学者。BASFやIGファルベンなど、いくつかの大手企業にて役員を務めた。第二次世界大戦後、ナチ戦犯の一人として逮捕された。

## 若年期
ハインリヒ・オスターは軍人の息子としてドイツ帝国のエルザス＝ロートリンゲン・ストラスブールに生まれた。1898年には陸軍に志願して兵役を終え、その後ベルリン＝シャルロッテンブルク工科大学とフリードリヒ・ヴィルヘルム大学にて化学を専攻し、1905年には博士号を取得した。その後はアグフアに就職するが、1914年に第一次世界大戦が勃発すると退職して陸軍に戻った。開戦後まもなく負傷して左目を失い、以後はアルザスの陸軍司令部に勤務した。この頃、BASFとの軍需品に関する取引を担当している。

## IGファルベン
敗戦後、オスターはBASFの正規職員として雇用され次長(deputy director)の職につき、1921年には取締役会の一員となった。1926年、オスターは親会社IGファルベンの執行役会(Vorstand)に代理委員として名を連ね、労働委員会議長や肥料・火薬等取り扱い部門専務などのいくつかのポストに付いた 。1931年、IGファルベン執行役会の正規委員に昇格する。

## ナチ政権下
オスターは国家社会主義ドイツ労働者党（NSDAP、ナチ党）の躍進を予測し、同党の総裁アドルフ・ヒトラーへの支援を最初に訴えたIGファルベン幹部の一人だった。1935年から1939年にかけて親衛隊(SS)の主要な後援者の1人となり、彼自身も名誉将校たる階級と黒い制服を受け取っている。1939年、一級戦功十字章を受章。ただし、彼がNSDAPの正規党員になるのは1940年になってからである。

## 戦後
1946年、ドイツに進駐したアメリカ軍によって逮捕され、翌年にはIGファルベン裁判の中で戦犯として起訴された。1948年、「略奪および文書毀棄」　(Plunder and spoliation)　の罪で2年以下の懲役が言い渡される。1949年に釈放された後、ゲレンベルク株式会社　(Gelsenberg AG)　の役員に就任した。